# Ignacy Załęski
Ignacy Załęski (ur. w 1880 roku – zm.?) – poseł na Sejm Ustawodawczy (1919–1922) ze Związku Sejmowego Ludowo-Narodowego, członek Narodowego Chrześcijańskiego Klubu Robotniczego w 1920 roku, prezes Stowarzyszenia Robotników Chrześcijańskich, ogrodnik.